# Hypostomus velhomonge
Hypostomus velhomonge — вид сомоподібних риб з родини лорікарієвих. Описаний у 2022 році.

## Назва
Назва виду velhomonge є посиланням на неофіційну назву річки Парнаїба — Velho Monge, що означає «старий монах».

## Розповсюдження
Ендемік Бразилії. Поширений у верхній та середній частинах басейну річки Парнаїба.